# 쥘 사고
쥘 사고(프랑스어: Jules Sagot, 1989년 9월 21일 ~ )는 프랑스의 배우이다.